# Advanced Simulation and Computing Program
Advanced Simulation and Computing Program (wcześniej Accelerated Strategic Computing Initiative, ASCI) – program rządu USA mający na celu rozwój superkomputerów na potrzeby armii, w szczególności do przeprowadzania symulowanych testów atomowych i badania procesów starzenia się broni jądrowej. Biorą w nim udział Los Alamos National Laboratory, Sandia National Laboratories i Lawrence Livermore National Laboratory. Program został rozpoczęty w 1993 roku po podpisaniu przez USA moratorium na testy jądrowe.

## Superkomputery
Superkomputery zamawiane w ramach programu ASC były wielokrotnie wśród najszybszych superkomputerów na świecie w danym momencie. Były to między innymi:
- ASCI Red - o wydajności 1,3 TFLOPS w 1997, rozbudowany do 2,3 TFLOPS w 1999,
- ASCI Blue Mountain - 1,3 TFLOPS w 1999[2],
- ASCI Blue Pacific - 2,1 TFLOPS w 1999[2],
- ASCI White - 4,9 TFLOPS w 2000, 7,2 TFLOPS w 2001,
- ASCI Q - 13 TFLOPS w 2003,
- Red Storm - 36 TFLOPS w 2005, 101 TFLOPS w 2006, 204 TFLOPS w 2008[3],
- ASC Purple - 63 TFLOPS w 2005, 75 TFLOPS w 2006,
- Blue Gene/L - 70 TFLOPS w 2004, 280 TFLOPS w 2005, 478 TFLOPS w 2007,
- Roadrunner - 1 PFLOPS w 2008,
- Cielo - 1,1 PFLOPS w 2011[4],
- Sequoia - 16 PFLOPS w 2012[5].